# Саша-Сашенька
«Саша-Сашенька» (рос. «Саша-Сашенька») — білоруський радянський художній фільм 1966 року режисера Віталія Четверикова.

## Сюжет
Саша Крилова працює малярем і мріє стати актрисою. Полюбив робочого Костю, який захоплюється парашутним спортом, фантазерка Саша починає знаходити багато цікавого і в своїй професії.

## У ролях
- Наталія Селезньова
- Лев Пригунов
- Юрій Медведєв
- Ніна Шацька

## Творча група
- Сценарій:
- Режисер: Віталій Четвериков
- Оператор: Ігор Ремішевський
- Композитор: Євген Глєбов